# Voice of Hate
Voice of Hate ist eine Oi!-Band aus Berlin. Die Band kombiniert in ihrem Musikstil Rock-, Streetpunk- und Metal-Elemente.

## Geschichte
Die Band wurde 1991 in Berlin von Schulle, Henschi und Prösel gegründet. 1992 verließ Schulle die Band, um die Bierpatrioten zu gründen und Henschi übernahm allein den Gesangspart. 1993 bekam die Band mit Halle-Jan einen festen Schlagzeuger. 1992 wurde das selbst aufgenommene Demotape Schlimme Jungs erstellt. 1994 erschien ein weiteres, im Berliner Studio „Masterix“ aufgenommenes, Demotape namens Domina/nt. Das zweite Demotape erzeugte eine große positive Resonanz und der Song Domina wurden ebenfalls auf dem Punkrock-Sampler Arschlecken Rasur #3 (Scumfuck Mucke, Label von Willi Wucher (Pöbel & Gesocks)) veröffentlicht. Daraufhin entstand weiteres Interesse verschiedener Szene-Label. Auf Dim Records erschien 1994 die erste offizielle Single Nordland. 1996 wurde im Music Lab Berlin das erste Album Voice of Hate aufgenommen, welches ebenfalls auf Dim Records erschien. 1996 gab es mit Ille, dem heutigen Schlagzeuger von Turbolover, einen Besetzungswechsel am Schlagzeug. HalleJan verließ vorübergehend die Band, um als Mitbegründer von The Shocks dort das Schlagzeug zu spielen. Das letzte Konzert in Gründungsbesetzung fand im Juli 2011 in Berlin statt. Nach Schlagzeugerwechsel standen Voice of Hate 2016 wieder auf der Bühne und spielten im Juli dieses Jahres unter anderem mit Schusterjungs als Support von Condemned 84.
Voice of Hate gilt neben den Bierpatrioten als eine der bekanntesten Berliner Oi! Bands der 1990er Jahre. Live spielten sie zusammen mit zahlreichen Bands wie z. B. Smegma, Bierpatrioten, Rabauken oder Panzerknacker aus Wien.

## Stil
Voice of Hate wurde anfangs musikalisch von den Böhsen Onkelz und britischen Oi!-Bands beeinflusst. Die Band verarbeitete später auch Einflüsse aus Metal, Hardrock, Ska und Punk. Textlich bedient die Band überwiegend die typischen Skinhead-Klischees.

## Diskografie

### Demos
- 1992: Schlimme Jungs (Demotape)
- 1994: Domina/nt (Demotape, Auflage 300)

### Alben
- 1996: Voice of Hate (LP/CD, Dim Records)
- 2021: Schlimme Jungs (Diskographie 1991-1996) (LP & EP)
- 2022: Freiheit oder Tod (LP, VEB Deutsche Schallplatten)

### Singles
- 1993: Nordland (Single/MCD, Dim Records)

### Samplerbeiträge
- 1994: Arschlecken Rasur Vol. 3 (Scumfuck Mucke)
- 1994: Streetfight Vol.1 - Skinz & Punx (Aggressive Punk Tapes, Vertrieb über Nordland Records)[1]
- 1998: Scumfuck Bizarr - Arschlecken Rasur Und Mehr... (Scumfuck Mucke)